# خانه حاج محمدجواد زرگر
خانه حاج محمد جواد زرگر مربوط به دوره قاجار است و در اصفهان ـ خیابان عبدالرزاق، کوچه قزوینی‌ها واقع شده و این اثر در تاریخ ۱۸ آذر ۱۳۵۴ با شمارهٔ ثبت ۱۱۴۵ به‌عنوان یکی از آثار ملی ایران به ثبت رسیده‌است.